# Appeville-Annebault
Appeville-Annebault ist eine französische Gemeinde mit 996 Einwohnern (Stand: 1. Januar 2022) im Département Eure in der Region Normandie. Die Gemeinde gehört zum Kanton Pont-Audemer. Die Einwohner werden Appevillais genannt.

## Geografie
Appeville-Annebault liegt etwa 45 Kilometer ostsüdöstlich von Le Havre im Roumois an der Risle, die die Gemeinde im Südwesten begrenzt. Umgeben wird Appeville-Annebault von den Nachbargemeinden Colletot im Norden und Nordwesten, Cauverville-en-Roumois im Norden, Brestot im Nordosten, Illeville-sur-Montfort im Osten und Südosten, Montfort-sur-Risle im Süden, Condé-sur-Risle im Südwesten sowie Corneville-sur-Risle im Westen und Nordwesten.
| Jahr      | 1962 | 1968 | 1975 | 1982 | 1990 | 1999 | 2006 | 2018  |
| --------- | ---- | ---- | ---- | ---- | ---- | ---- | ---- | ----- |
| Einwohner | 556  | 643  | 617  | 723  | 779  | 779  | 867  | 1.003 |

## Sehenswürdigkeiten
- Kirche Saint-André in Appeville aus dem 14. Jahrhundert, Umbauten aus dem 16. Jahrhundert, Monument historique seit 1862
- Kapelle Sainte-Catherine aus dem 12. Jahrhundert in Rondemare
- Herrenhaus von Le Vieux Montfort aus dem 11./12. Jahrhundert
- Schloss Annebault aus dem 16. Jahrhundert

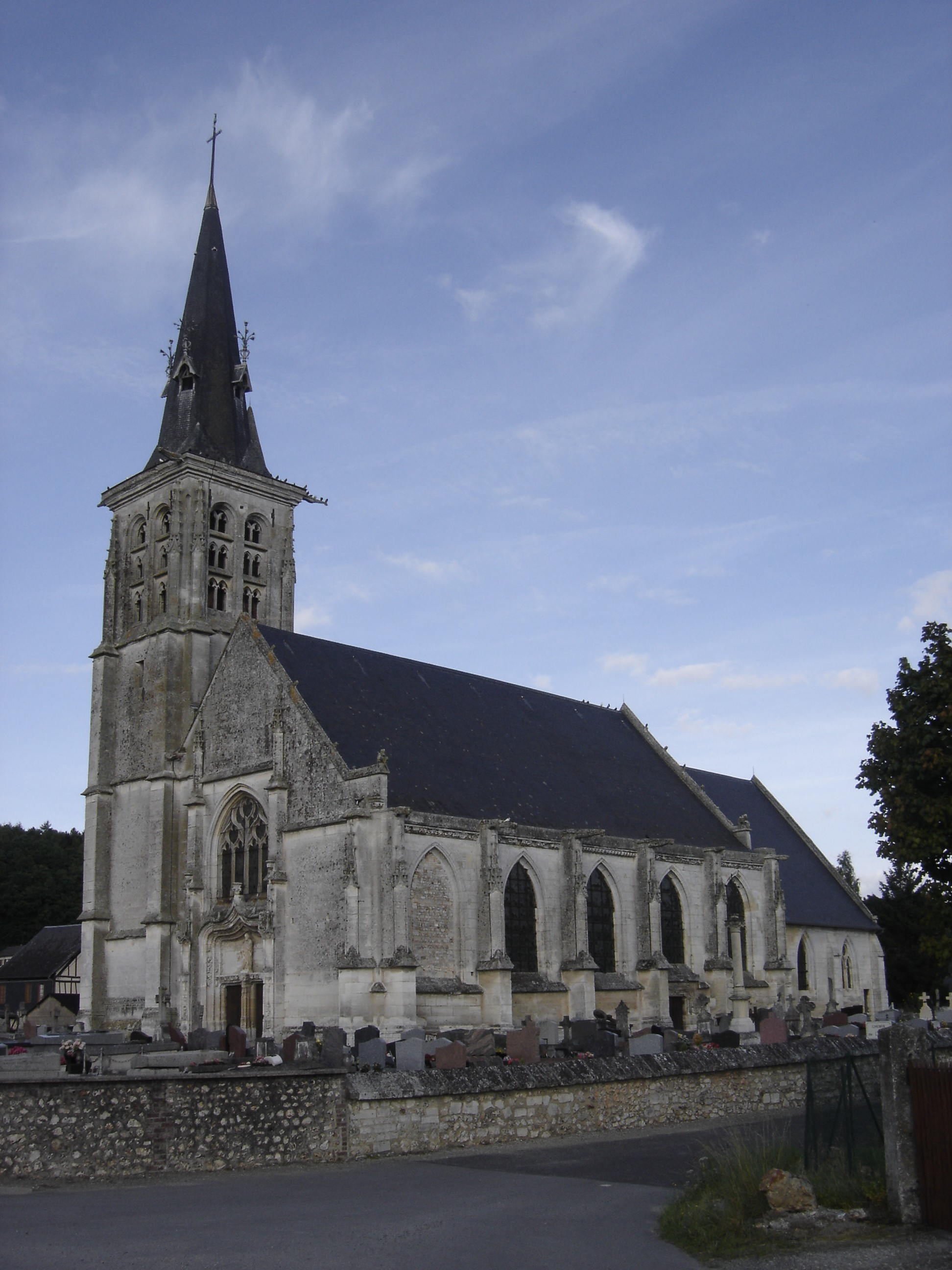
Kirche Saint-André

## Persönlichkeiten
- Jean Le Veneur (1473–1543), Fürstbischof von Lisieux (1505–1539), Kardinal (ab 1533)
- Jacques d’Annebault (um 1500–1558), Fürstbischof von Lisieux (1539–1558), Cousin von Jean Le Veneur